# Texas Country Music Hall of Fame

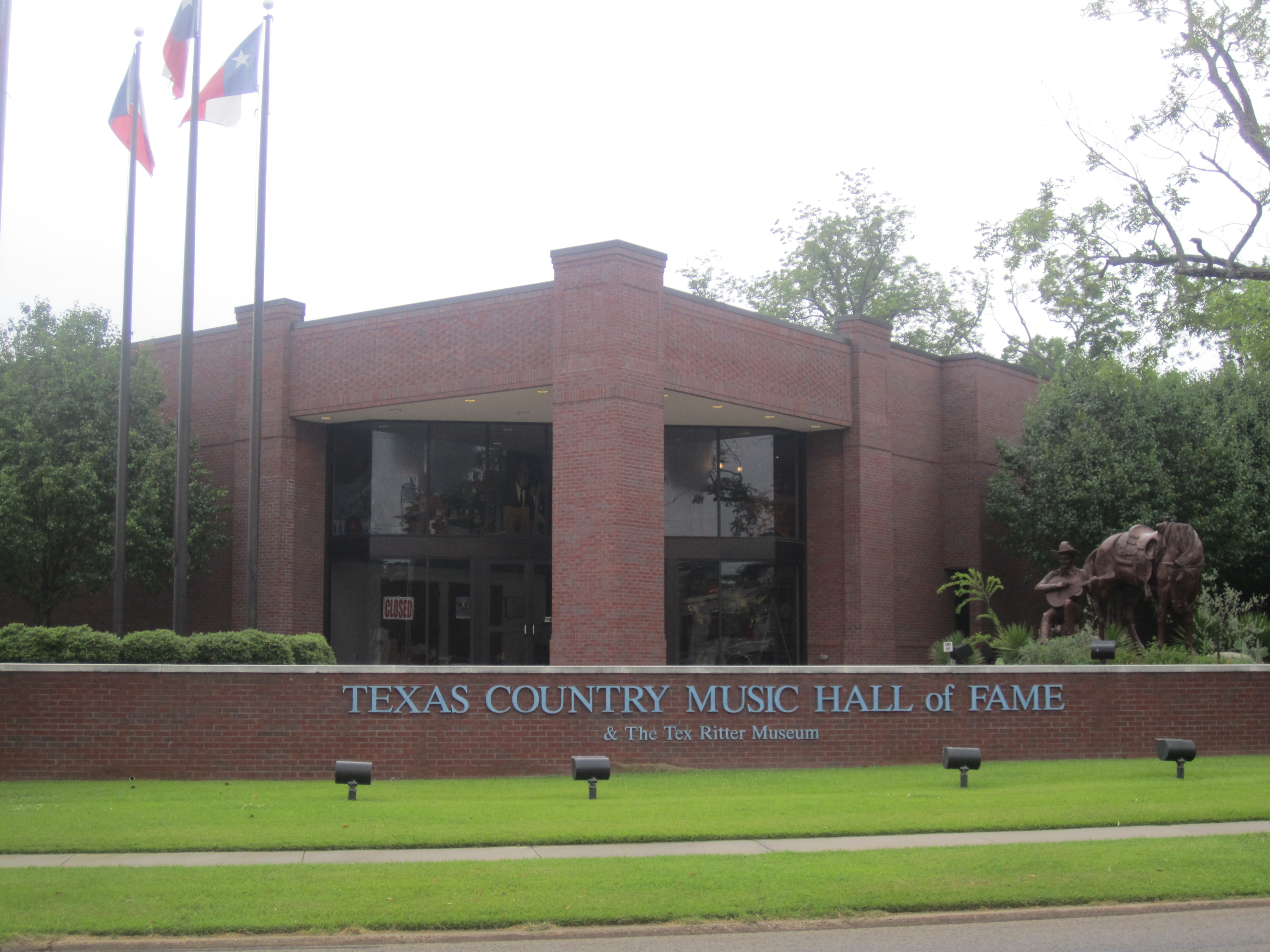
Texas Country Music Hall of Fame (2011)

Die Texas Country Music Hall of Fame ist eine US-amerikanische Ruhmeshalle, die jedes Jahr bedeutende texanische Country-Musiker mit der Aufnahme ehrt.

## Geschichte
Die Texas Country Music Hall of Fame wurde 1998 gegründet und hat ihren Sitz in Carthage, Texas. Bereits 1992 hatte das Tex Ritter Museum dort eröffnet und zog 2003 zusammen mit der Texas Country Music Hall of Fame und dem zugehörigen Museum in ein neues Gebäude. Die Hall of Fame hat das Ziel, texanische Country-Musiker, die innerhalb der Country-Musik für ihre Leistungen anerkannt wurden, zu ehren. 
Die Texas Country Music Hall of Fame veranstaltet auf ihrem Gelände auch Konzerte und besitzt eine eigene „Disc Jockey Hall of Fame“.

## Mitglieder
Texas Country Music Hall of Fame:
- 1998: Tex Ritter, Jim Reeves, Willie Nelson, Gene Autry, Cindy Walker
- 1999: Ernest Tubb, Hank Thompson, Waylon Jennings
- 2000: Dale Evans, Charlie Walker, Bob Wills
- 2001: Ray Price, Billy Walker, Stuart Hamblen
- 2002: Tanya Tucker, Gene Watson, Nat Stuckey
- 2003: Kris Kristofferson, Lefty Frizzell, Johnny Bush
- 2004: Mac Davis, Johnny Lee, J.P. Richardson
- 2005: Roger Miller, Jimmy Dean, Johnny Gimble, Glenn Sutton
- 2006: The Gatlin Brothers, Billy Joe Shaver
- 2007: Bob Luman, Red Steagall, Johnny Rodriguez
- 2008: Buck Owens, The Whites, Mickey Newbury
- 2009: Linda Davis, Michael Martin Murphey, Neal McCoy
- 2010: George Jones, Al Dexter, Ray Winkler
- 2011: Mickey Gilley, Moe Bandy
- 2014: Duane Allen and The Oak Ridge Boys
- 2015: Tracy Byrd, Dallas Wayne
- 2016: Clint Black
- 2017: Kenny Rogers, Bobbie Nelson
- 2018: Leon Rausch, The Chuck Wagon Gang
- 2019: Jeannie C. Riley, Rodney Crowell, Claude Gray
- 2022: David Frizzell, The Texas Tenors, Buddy Holly
- 2023: Clay Cooper, K.T. Oslin

Disc Jokey Hall of Fame:
- Joe Allison
- Doug Collins
- Jennifer Herron
- Paul Kallinger
- Bill Mack
- Mike Oatman
- Tom Perryman
- Tracy Pitcox
- Larry Scott
- Pappy Dave Stone
- Smokey Stover
- Charlie Walker